# Tomoderus reitteri
Tomoderus reitteri là một loài bọ cánh cứng trong họ Anthicidae. Loài này được Heberdey miêu tả khoa học năm 1938.